# Ik Kil
Ik Kil è un cenote al di fuori di Pisté, Yucatán, in Messico.

## Morfologia
Si trova nel centro-nord della Penisola dello Yucatán e fa parte del Parco Archeologico Ik Kil vicino a Chichen Itza. È circondato da piante esotiche e piccole cascate, al quale si accede attraverso una scalinata.
Il cenote è profondo circa 40 metri mentre il suo diametro è di 60 metri, all'interno vi sono dei pesci di vario tipo.

## Archeologia
Gli archeologi hanno rinvenuto nel sito gioielli e ossa.

## Turismo
Ik Kil rispetto ad altri cenoti del Messico, offre molti servizi per i visitatori, tra cui un ristorante e un cottage dove si possono trascorrere alcuni giorni rilassanti.